# NATO-Kommandostruktur

Flagge der NATO

Als NATO-Kommandostruktur (NKS; englisch NATO Command Structure)  bezeichnet man die integrierten militärischen Kommandobehörden der NATO.

## Allgemein
Die Kommandostruktur untersteht der politischen Führung im NATO-Hauptquartier in Brüssel mit dem Nordatlantikrat als entscheidendem Organ und dem NATO-Militärausschuss als oberstem militärischem Gremium. Die NKS wird ergänzt durch die NATO-Streitkräftestruktur (NATO Force Structure), die aus den nationalen Streitkräften der Mitgliedsstaaten und nationalen oder multinationalen Hauptquartieren der taktischen Ebene besteht.

## Geschichte

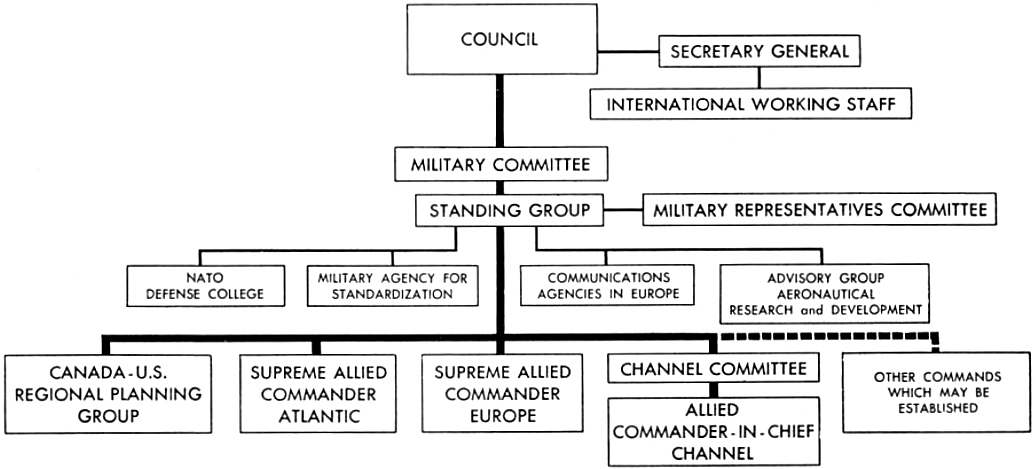
NATO Kommandostruktur 1952

### Anfänge

NATO Kommandostruktur in den 1960er Jahren

Im Januar 1951 begann General Dwight D. Eisenhower als SACEUR, zusammen mit Mitgliedern der SHAPE, eine Kommandostruktur für Europa aufzubauen. Die Mitglieder entschieden, den Allied Command Europe in drei Teile aufzuteilen:
- Alliierter Kommandobereich Europa (engl. Allied Command Europe; ACE)
  - Alliierte Streitkräfte Nordeuropa (engl. Allied Forces Northern Europe; AFNORTH)
  - Alliierte Streitkräfte Mitteleuropa (engl. Allied Forces Central Europe; AFCENT)
  - Alliierte Streitkräfte Südeuropa (engl. Allied Forces South Europe; AFSOUTH)

Die Organisation saß in Rocquencourt, westlich von Paris.
Nachdem Griechenland und die Türkei 1952 der Allianz beigetreten waren, wurden die Alliierten Landstreitkräfte Südosteuropa (LANDSOUTHEAST) in Izmir unter einem General der U.S. Army aufgestellt. Grund dafür war die geografische Entfernung der beiden Staaten vom LANDSOUTH-Hauptquartier sowie politische Unstimmigkeiten darüber, welche Nation den Oberbefehl über ihre Bodentruppen haben sollte.
Seit der Gründung des Alliierten Kommandos Atlantik (ACLANT), am 30. Januar 1952, wurde neben den SACEUR auch der Supreme Allied Commander Atlantic (SACLANT) einer der damals zwei NATO-Oberbefehlshaber. Der SACLANT wurde von einem amerikanischen Offizier übernommen. Ein dritter Oberbefehlshaber kam hinzu, als am 21. Februar 1952 der Alliierte Kommandobereich Ärmelkanal (ACCHAN) eingerichtet wurde, um den Bereich des Ärmelkanals und der Nordsee zu kontrollieren und die Seewege zu schützen. Der Posten wurde von einem Briten besetzt, der in Portsmouth saß.
Als der französische Präsident Charles de Gaulle 1966 die französischen Streitkräfte aus der militärischen Kommandostruktur abzog, war das Hauptquartier der NATO gezwungen, nach Belgien umzuziehen. SHAPE wurde zum 31. März 1967 nach Casteau in Belgien verlegt. 1977 wurde der Teil von Casteau, auf dem SHAPE liegt, zur Nachbarstadt Mons eingemeindet. Das Hauptquartier der Alliierten Streitkräfte Mitteleuropa wurde von Chateau de Fontainebleau außerhalb von Paris nach Brunssum in den Niederlanden ausgelagert.

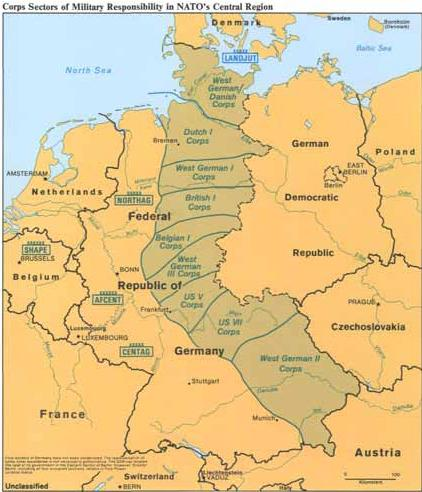
Verantwortungsbereiche der Korps in NATO-Mitteleuropa in den 1980er Jahren

### Struktur im Jahr 1989
Gegen Ende des Kalten Krieges bestand folgende Kommandostruktur:
- Alliierter Kommandobereich Europa (engl. Allied Command Europe; ACE)
  - Allied Command Europe Mobile Forces (AMF)
  - RAF Strike Command
  - NATO-Frühwarnflotte
  - Alliierte Streitkräfte Nordeuropa (engl. Allied Forces Northern Europe; AFNORTH)
  - Alliierte Streitkräfte Mitteleuropa (engl. Allied Forces Central Europe; AFCENT)
  - Alliierte Streitkräfte Südeuropa (engl. Allied Forces South Europe; AFSOUTH)
- Alliierter Kommandobereich Atlantik (engl. Allied Command Atlantic; ACLANT) und
- Alliierter Kommandobereich Ärmelkanal (engl. Allied Command Channel; ACCHAN)

### Nach dem Kalten Krieg
Nachdem Zerfall der UdSSR 1991 konnten die Alliierten Streitkräfte Mitteleuropa reduziert werden. Sechs multinationale Korps sollten die bisherigen acht ersetzen:
- 2× deutschem Kommando, eines davon mit einer US-Division
- 1× belgischem Kommando, Angebot für eine US-Brigade
- 1× US-Kommando mit einer deutschen Division
- 1× deutsch-dänischen Kommando (LANDJUT)
- 1× niederländischem Kommando

Am 1. Juli 1994 löste das Bündnis den Alliierten Kommandobereich Ärmelkanal auf. Allerdings behielt die NATO viele der untergeordneten Strukturen nach der Umstrukturierung bei. Die meisten der Standorte wurden innerhalb des ACE aufgenommen, insbesondere innerhalb der neuen Allied Forces Northwestern Europe.
Von 1994 bis 1999 hatte die ACE drei große untergeordnete Kommandos, AFNORTHWEST, AFCENT und AFSOUTH. Eine Studie der NATO zeigte, dass eine neue, schlankere Struktur geschaffen werden müsste. Die europäischen und atlantischen Kommandos sollten beibehalten werden, aber die Zahl der Hauptkommandos in Europa sollte von drei auf zwei reduziert werden: das Regionalkommando Nordeuropa und das Regionalkommando Südeuropa. Die Aktivierung des neuen RC SOUTH erfolgte im September 1999, im März 2000 wurde das AFNORTHWEST geschlossen und das neue RC NORTH aktiviert. Die Hauptquartiere der beiden Regionalkommandos wurden als Regional Headquarters South (RHQ South) bzw. Regional Headquarters North (RHQ NORTH) bezeichnet. Jedes sollte Luft-, Marine- und Landkommandos für seine Region sowie eine Reihe von Joint Subregional Commands (JSRCs) beaufsichtigen. Zu den neuen JSRCs gehörte das Joint Headquarters Southwest, das im September 1999 in Madrid aktiviert wurde.

## Heutige Organisation
Derzeit besteht sie aus Hauptquartieren auf drei Ebenen. Die höchste Ebene bilden die „Strategischen Kommandos“ (Strategic Commands): das Allied Command Operations (ACO), auch SHAPE, in Mons, Belgien, und das Allied Command Transformation (ACT), ehemals SACLANT, in Norfolk, Virginia, USA.
ACO unter dem Supreme Allied Commander Europe (SACEUR) ist für die Führung von Operationen zuständig. ACT unter dem Supreme Allied Commander Transformation (SACT) ist verantwortlich für die Umwandlung und permanente Anpassung des Bündnisses an neue Erfordernisse, die so genannte Transformation.

### Allied Command Operations
Auf der zweiten Ebene sind dem ACO die nachstehenden drei „Operativen Kommandos“ (Operational Commands) unterstellt:
- Joint Force Command Brunssum (JFC Brunssum) in Brunssum, Niederlande, in heutiger Form aufgestellt am 1. Juli 2004
- Joint Force Command Naples (JFC Naples) in Neapel, Italien, in heutiger Form aufgestellt am 15. März 2004
- Joint Force Command Norfolk, (JFC Norfolk) in Norfolk, Virginia, USA, aufgestellt am 26. Juli 2019

Die Operativen Kommandos führen, unterstützt durch Kommandos der Teilstreitkräfte, Operationen, wie etwa Resolute Support, Enhanced Forward Presence (JFC Brunssum) sowie NATO Mission Irak oder das Liaison Office Skopje (JFC Naples).
Die taktische Ebene setzt sich zusammen aus dem Luftstreitkräftekommando Allied Air Command (AIRCOM) in Ramstein mit zwei Combined Air Operations Centres (CAOC's) in Uedem, Deutschland und Torrejón, Spanien und einem Deployable Air Command and Control Centre (DACCC) in Poggio Renatico, Italien und dem Kommando der Seestreitkräfte, dem Allied Maritime Command  (MARCOM) in Northwood (London) und seit Dezember 2012 dem Landstreitkräftekommando Allied Land Command (LANDCOM) in Izmir, Türkei.
Weitere Verbände die dem ACO unterstehen sind die Rapidly Deployable Corps Headquarters, die für die Korps zuständig sind, die NATO Communications & Information Systems Group in Mons, Belgien für die Kommunikations- und Informationssicherheit und das Joint Support and Enabling Command (JSEC) in Ulm für Truppen- und Materialtransporte.
Des Weiteren gibt es einige Kräfte wie die Immediate Reaction Forces, Naval Striking and Support Forces (STRIKFORNATO) in Lissabon, Portugal und die NATO Airborne Early Warning & Control Force Command, die direkt unter dem Kommando des SACEUR stehen.

### Allied Command Transformation
ACT unterstehen eine Anzahl von Ausbildungs-, Erprobungs- und Forschungseinrichtungen, darunter das Joint Warfare Centre (JWC) in Stavanger, Norwegen, das Joint Force Training Centre (JFTC) in Bydgoszcz, Polen, das Joint Analysis and Lessons Learned Centre (JALLC) in Lissabon, Portugal, das NATO Maritime Interdiction Operational Training Centre (NMIOTC) auf Kreta, Griechenland, die NATO-Schule in Oberammergau und die NATO Training Group.

### Organigramm
Kommandostruktur der Nato:

## Sonstige Dienststellen
Außer den Strategischen Kommandos unterstehen dem NATO-Hauptquartier einige weitere Einrichtungen direkt, darunter die Canada-US Regional Planning Group (CUSRPG) und der Combined Joint Planning Staff (CJPS) in Mons, Belgien.